# Sebastiano Mannironi
Sebastiano Mannironi (22 de julho de 1930, em Nùoro – 11 de junho de 2015, em Bracciano) foi um halterofilista italiano.
Sebastiano Mannironi foi por duas vezes vice-campeão mundial em halterofilismo (1957, 1961), ganhou bronze nos Jogos Olímpicos de 1960 e nos campeonatos mundiais de 1958 e de 1959, na categoria até 60 kg.
Em campeonatos europeus, ganhou ouro em 1961 e cinco pratas (1956, 1958-60, 1963), na categoria até 60 kg, e quatro bronzes, em 1953, na categoria até 56 kg, e em 1954, 1955 e 1966, na categoria até 60 kg.
Em 1958 Mannironi definiu um recorde mundial no arranque — 111 kg, na categoria até 60 kg.
Em 1996 foi eleito para o Weightlifting Hall of Fame. Em 2005 recebeu o Certificado do Mérito da Federação Europeia de Halterofilismo.